# معمای یوتیفرو

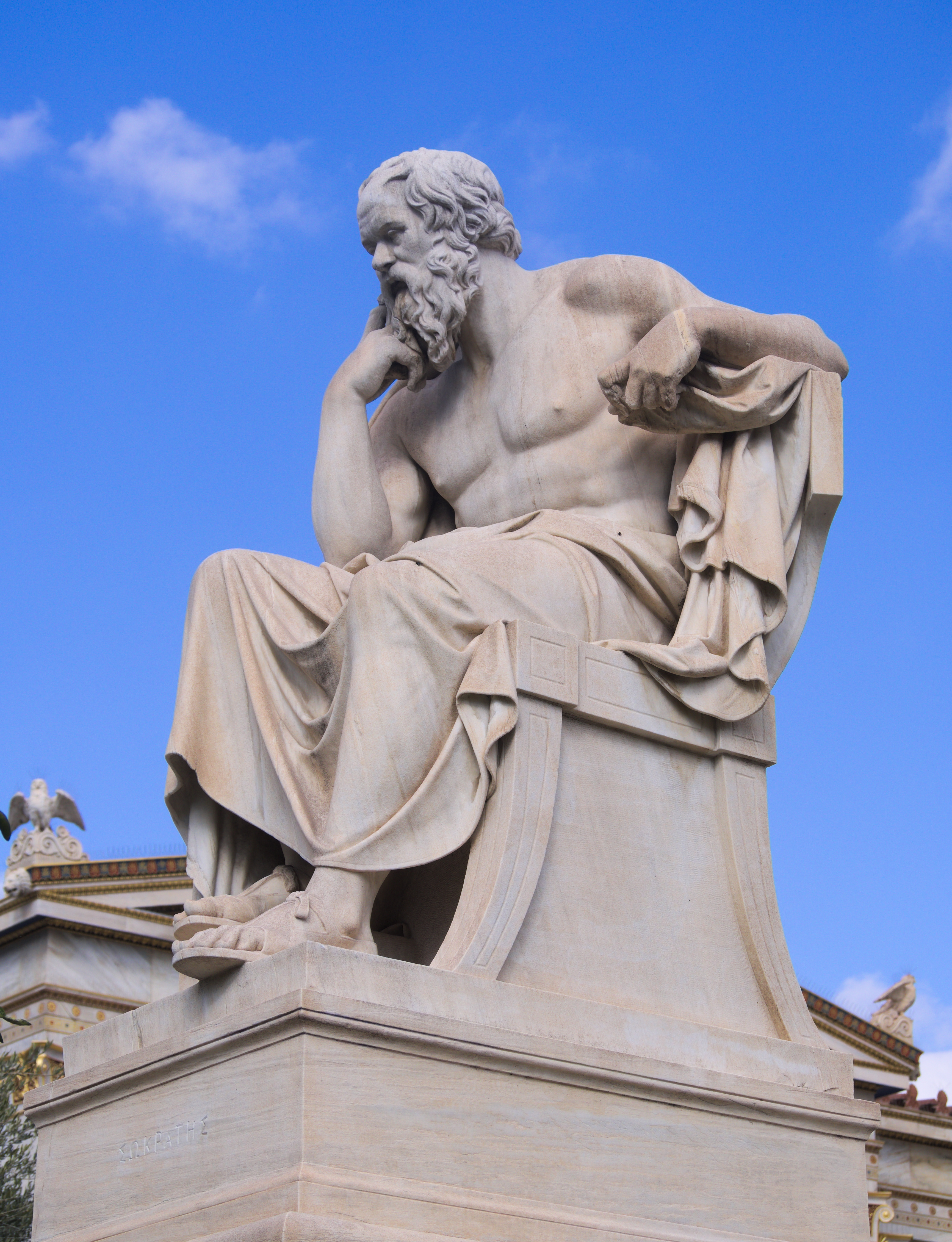
سقراط

معمای یوتیفرو (به انگلیسی: Euthyphro dillema)، در محاوره یوتیفرو افلاطون دیده می‌شود، زمانی‌که سقراط از یوتیفرو می‌پرسد، «آیا خدایان پارسایان (τὸ ὅσιον) را دوست دارند چون پرهیزگاراند، یا پارسایان پرهیزگاراند چون خدایان آنان‌را دوست دارند»؟
هرچند این معما در ابتدا به پانتئون یونان باستان به‌کار می‌رفت، امروزه به ادیان یکتاپرست اشاراتی دارد. گوتفرید لایبنیتس پرسید آیا خوب و عادلانه «به این دلیل خوب و عادلانه است که خدا آن را می‌خواهد یا خدا آن را می‌خواهد چون خوب و عادلانه است». از زمان بحث اولیه افلاطون، این سؤال معضلی را به خداباوران پیشکش می‌کند، اگرچه تعداد دیگری آن را یک معمای کاذب خوانده‌اند و امروزه هم‌چنان موضوع بحث‌های الهیات و فلسفه باقی‌مانده‌است.

## متن معما
سقراط و یوتیفرو در یوتیفروی افلاطون، در مورد ماهیت تقوی بحث می‌کنند. یوتیفرو پیشنهاد می‌کند که پرهیزگار (τὸ ὅσιον) درست همان چیزی است که خدایان (τὸ θεοφιλές) آن را دوست دارند، اما سقراط در این پیشنهاد مشکلی را می‌آبد: خدایان ممکن است بین هم اختلاف داشته باشند. یوتیفرو بعداً تعریف‌اش را به این شکل بازبینی می‌کند که پرهیزگاری تنها همان چیزی است که تمام خدایان یک‌جا آن را دوست دارند.
در این مرحله است که معما ظاهر می‌شود. سقراط می‌پرسد که آیا خدایان پرهیزگاران را دوست دارد چون پرهیزگار هستند، یا این‌که پرهیزگاران تنها در صورتی پرهیزگاراند که خدا آنان را دوست بدارد. سقراط و یوتیفرو هردو به گزینه اول فکر می‌کنند: مطمئناً خدایان پرهیزگاران را دوست دارند چون آن‌ها پرهیزگاراند. اما سقراط استدلال می‌کند که این به این معنی است که ما مجبور شده‌ایم گزینه دوم را رد کنیم: این حقیقت که خدایان چیزی را دوست بدارند نمی‌تواند دلیل پارسایی پرهیزگاران را توضیح دهد. سقراط بیان می‌دارد که اگر هردو گزینه درست می‌بود، آن‌ها به‌صورت یک‌جا یک حلقه باطل را ایجاد می‌کردند یعنی خدایان پرهیزگاران را دوست می‌دارد چون آن‌ها پرهیزگاراند و پرهیزگاران پرهیزگاراند چون خدا آن‌ها را دوست می‌دارد. سقراط استدلال کرد: و به نوبهٔ خود این یعنی، پرهیزگاران آن‌های نیستند که خدایان آن‌ها را دوست بدارند، یعنی آنچه پرهیزگاران را پرهیزگار می‌سازد همان چیزی نیست که دوستان خدا را دوستان خدا می‌سازد. بالاخره، آنچه دوستان خدا را دوستان خدا می‌سازد این حقیقت است که خدا آن‌ها را دوست دارد، از سوی دیگر آنچه پرهیزگاران را پرهیزگار می‌سازد چیز دیگری است؛ بنابراین نظریه یوتیفرو ماهیت پرهیزگاران را نه بلکه کیفیت پرهیزگاری را به‌دست ما می‌دهد.

## در الهیات فلسفی
این معما می‌تواند تغییر داده شده و بر الهیات فلسفی تطبیق گردد، جایی که هنوز موضوع بحث الهیات و فلسفه، مخصوصاً در سنت‌های مسیحیت، یهودیت و اسلام است. همان‌طوری‌که فیلسوف و ریاضی‌دان آلمانی گوتفرید لایب‌نیتس این نسخه از معما را ارائه کرد: «به‌طور کلی توافق شده‌است که آنچه را خدا می‌خواهد، خوب و عادلانه است. اما این سؤال باقی می‌ماند که آیا چیزی خوب و عادلانه است چون خدا آن را می‌خواهد یا این‌که خدا آن را می‌خواهد از آن سبب خوب و عادلانه است؛ به عبارت دیگر، آیا عدالت و خوبی اختیاری اند یا این‌که آن‌ها مربوط به حقایق الزامی و ابدی در مورد ماهیت اشیا اند».
از زمان افلاطون بیشتر فیلسوفان و الهی‌شناسان به معمای یوتیفرو پرداخته‌اند، اما نه صرفاً با اشاره به محاوره افلاطونی. به گفته دانش‌مند ترنس اروین، این معضل و ارتباط آن با افلاطون در قرون هفده و هژدهم، توسط رالف کادورث و سامویل کلارک احیا شد. اخیراً، این معما توجه خاص فیلسوفان معاصر که روی فرااخلاق و فلسفه دین کار می‌کردند، را جلب کرد. فیلسوفان و الهی‌شناسان که از خداباوری در برابر تهدید این معما دفاع می‌کنند، پاسخ‌های متعددی ایجاد کرده‌اند.

### خداوند به چیزی دستور می‌دهد که درست باشد

#### حامیان
شاخه اول این معما (یعنی آنچه درست است خدا به آن دستور می‌دهد چون درست است) به نام‌های مختلفی یاد می‌شود، از جمله روشن‌فکری، عقل‌گرایی، واقع‌گرایی، طبیعت‌گرایی و عینیت‌گرایی. تقریباً دیدگاه این است که معیارهای اخلاقی مستقل وجود دارد: برخی از کارها، صرف نظر از دستورهای خداوند، به خودی خود درست یا نادرست هستند. این نظریهٔ است که در محاوره افلاطون توسط سقراط و یوتیفرو پذیرفته شده‌است. مکتب مذهبی اسلامی معتزله نیز از این دیدگاه دفاع کرده‌است (به‌طور مثال، نظام معتقد بود که خداوند نمی‌تواند در بی عدالتی و دروغ سهمی داشته باشد)، به گونه‌ای که فیلسوف اسلامی ابن رشد نیز چنین کرد. توماس آکویناس هیچ‌گاهی به وضوح به معمای یوتیفرو نپرداخته‌است، اما دانش‌مندان آکویناس اکثراً او را در این سمت از موضوع قرار می‌دهند. آکویناس میان آنچه که به خودی خود خوب یا بد هستند و آنچه که بنا بر دستورهای خداوند خوب یا بد می‌باشند، با معیارهای اخلاقی غیرقابل تغییر که بخش عمدهٔ از قوانین طبیعت را تشکیل می‌دهند، تمایز قایل می‌شود. بنابراین او ادعا می‌کند که حتی خدا هم نمی‌تواند ۱۰ فرمان را تغییر دهد (اما اضافه می‌کند که خدا می‌تواند آنچه افراد در شرایط خاص سزا وار آن هستند را تغییر دهد، در مواردی که ممکن است احکام دینی برای قتل یا سرقت به‌نظر برسد). در میان دانش‌مندان متأخر، گابریل واسکیز به‌صورت خاص در مورد موجودیت مکلفیت‌ها قبل از خواست هرکسی، حتی خدا، مطمئن است. بر اساس نظریه مدرن قانون طبیعت، گروتیوس و لایب‌نیتس نیز اخلاقیات را قبل از اراده خداوند قرار می‌دهند، حقایق اخلاقی را با حقایق غیرقابل تغییر ریاضی‌کی مقایسه می‌کنند و داوطلبانی مثل پوفندورف را در مناقشه‌های فیلسوفی دخیل می‌سازند. افلاطون‌گرایان کامبریج مثل بنجامین وایکوت و رالف کادورث حملات اساسی بر نظریه‌های داوطلبان انجام داده و راه را برای فرا اخلاقیات خردگرایانه بعدی سامویل کلارک و ریچارد پرایس هم‌وار کردند؛ آنچه ظهور کرد نگرشی بود که بر اساس آن معیارهای اخلاقی ابدی، که به یک شکلی به خدا وابسته بودند، به‌صورت مستقل از خواست خدا و قبل از دستورهای خدا، وجود دارند. فیلسوفان معاصر دینی که این شاخه از معمای یوتیفرو را پذیرفتند عبارت از: ریچارد سواینبورن و تی.جی. ماوسون.

## ارجاعات
1. ↑  Stephanus pagination 10a
2. ↑  G.W. Leibniz stated, in Reflections on the Common Concept of Justice (circa 1702): "It is generally agreed that whatever God wills is good and just. But there remains the question whether it is good and just because God wills it or whether God wills it because it is good and just; in other words, whether justice and Goodness are arbitrary or whether they belong to the necessary and eternal truths about the nature of things."
3. ↑  Leibniz 1702(?), p. 516.
4. ↑  Irwin 2006.
5. ↑  Wolfson 1976, p. 579.
6. ↑  Hourani 1962, pp. 13–40.
7. ↑  Haldane 1989, p. 40.
8. ↑  Irwin 2007, I, pp. 553–556.
9. ↑  Aquinas c. 1265–1274, 2a2ae 57.2.
10. ↑  Aquinas c. 1265–1274, 2a1ae 94.5.
11. ↑  Pink 2005.
12. ↑  Irwin 2007, II, pp. 6–10.
13. ↑  See esp. (Grotius 1625، 1.1.10) and (Leibniz 1702(?)); see also (Leibniz 1706، صص. 64–75).
14. ↑  Gill 1999, esp. pp. 272–74.
15. ↑  Mackie 1980, Chapters 2, 8.
16. ↑  Gill 2011.
17. ↑  Swinburne 1993, pp. 209–216.
18. ↑  Swinburne 2008.
19. ↑  Mawson 2008.